# Promin Aerospace
Promin Aerospace — український аерокосмічний стартап, створений 21 січня 2021 року. Засновниками компанії є Михайло (Міша) Рудомінський та Віталій Ємець.
Компанія планує створити двигун для надлегких ракет, а також вкластися в подальший розвиток і просування продукту.

## Ідея
Promin Aerospace пропонує розробити найменшу твердопаливну ракету, здатну виводити корисний вантаж на орбіту. Це забезпечуватиметься унікальним двигуном, що під час польоту спалює твердий паливний стрижень і одночасно є корпусом ракети. Конструкція дозволить знизити масу самої ракети і потенційно збільшити масу корисного навантаження. Двигун створюється за допомогою адитивних технологій, а маса ракети при цьому складе від 100 до 500 кг.
Ракети-автофаги — ті, що поїдають самі себе — теоретично можуть доставляти лише один невеликий супутник за запуск, а їх переваги включають простоту виготовлення, безпеку та значне скорочення забруднення космосу (за рахунок відсутності металевих паливних резервуарів).
Створенням займається команда інженерів компанії з залученням експертів із головних технічних ВНЗ України. Можливо (Рудомінський не спростував), що технологія базується на більш ранній розробці Університету Глазго та Дніпровського національного університету імені Олеся Гончара.
Вартість запуску на суборбіту й орбіту попередньо оцінюються у близько $200 000. Ключовими замовниками можуть стати міжнародні корпорації, для яких Promin Aerospace планує виводити на орбіту телекомунікаційні супутники, супутники зйомки поверхні Землі. Крім того, двигун може становити інтерес і для дослідників — він знизить навантаження на бюджет наукових інститутів, яким необхідно запускати супутники для підтвердження експериментальних гіпотез.
Технічний директор Promin Aerospace Віталій Ємець представив інформацію про проведені командою дослідження теплових потоків у газифікаційній камері афтофажної ракети-носія на Міжнародному аерокосмічному конгресі в Дубаї 27 жовтня 2021 року.
За словами Міші Рудомінського, продукт у багато разів знизить витрати на виведення ракети в космос для корпоративного сектору; однак, поки що неясно, наскільки запропонована модель ракети здатна до практичної реалізації та чи вона економічно вигідна.

### Фінансування та впровадження
У червні 2021 Promin Aerospace залучила $500 000 інвестицій у раунді pre-seed від українського венчурного фонду QPDigital.
25 січня 2022 року оголошено про підписання меморандуму про співпрацю між компанією Promin Aerospace та Atlantic Spaceport Consortium, оператором космодрому на Азорських островах.
Наразі команда розробників успішно провела теоретичні роботи з проектування ракет, балістики та згоряння двигунів, а також серію практичних досліджень. Очікується новий раунд інвестицій.
Під час війни інженерна команда запуску Promin Aerospace залишилася в Україні і продовжила роботу над розробкою ракети; частина команди працює віддалено. Деякі працівники поєднують дослідження з військовим волонтерством.
Станом на квітень 2022 проведено серію експериментів з метою покращення конструкції двигуна:
1. Випробування нового газифікатора, в якому твердопаливний стрижень перетворюється на газ і подається в двигун. Цей газифікатор створений за допомогою 3D-друку.
2. Перевірка удосконаленої модифікації двигуна.
3. Перевірка продуктивності з новим окислювачем та колоколоподібним соплом[11].

Перший успішний запуск заплановано на січень 2024 року.

### Відгуки
|                      | Моя ціль — створити приватну космічну агенцію, яка буде підтримувати майбутній розвиток Марса. |
| — Міша Рудомінський, |                                                                                                |

|                                                      | Завдяки Promin Aerospace стане можливим запуск космічної ракети практично з будь-якої точки планети, швидше й дешевше існуючих аналогів. Це дасть змогу демократизувати доступ до цього ринку для невеликих компаній і звичайних людей. |
| — Денис Вальвачев, CEO і керуючий партнер QPDigital, | |

### Публікації
- Прес-конференція в "Інтерфакс-Україна" на тему "Оператор космодрому в Атлантиці підтримав запуск українських ракет" на YouTube
- Ukraine plans to join the EU. Will the nation's space prospects expand as a result?. Space.com. 25 березня 2022. Архів оригіналу за 25 березня 2022. Процитовано 26.04.2022.
- Про війну та революційну українську ракету: інтерв’ю з главою Promin Aerospace. 24 техно. 19 квітня 2022. Архів оригіналу за 19 квітня 2022. Процитовано 26.04.2022.